# Liste der Baudenkmale in Gartz (Oder)
In der Liste der Baudenkmale in Gartz (Oder) sind alle Baudenkmale der brandenburgischen Stadt Gartz (Oder) und ihrer Ortsteile aufgelistet. Grundlage ist die Veröffentlichung der Landesdenkmalliste mit dem Stand vom 31. Dezember 2022.

## Baudenkmale in den Ortsteilen
In den Spalten befinden sich folgende Informationen:
- ID-Nr.: Die Nummer wird vom Brandenburgischen Landesamt für Denkmalpflege vergeben. Ein Link hinter der Nummer führt zum Eintrag über das Denkmal in der Denkmaldatenbank. In dieser Spalte kann sich zusätzlich das Wort Wikidata befinden, der entsprechende Link führt zu Angaben zu diesem Denkmal bei Wikidata.
- Lage: die Adresse des Denkmales und die geographischen Koordinaten. Link zu einem Kartenansichtstool, um Koordinaten zu setzen. In der Kartenansicht sind Denkmale ohne Koordinaten mit einem roten beziehungsweise orangen Marker dargestellt und können in der Karte gesetzt werden. Denkmale ohne Bild sind mit einem blauen bzw. roten Marker gekennzeichnet, Denkmale mit Bild mit einem grünen beziehungsweise orangen Marker.
- Bezeichnung: Bezeichnung in den offiziellen Listen des Brandenburgischen Landesamtes für Denkmalpflege. Ein Link hinter der Bezeichnung führt zum Wikipedia-Artikel über das Denkmal.
- Beschreibung: die Beschreibung des Denkmales
- Bild: ein Bild des Denkmales und gegebenenfalls einen Link zu weiteren Fotos des Baudenkmals im Medienarchiv Wikimedia Commons

### Friedrichsthal
| ID-Nr.            | Lage              | Bezeichnung                                                               | Beschreibung | Bild               |
| ----------------- | ----------------- | ------------------------------------------------------------------------- | --- | ------------------ |
| 09130435          | B 2 ()            | Meilensäule, bei km 403,2; Halbmeilensäule, bei km 405,2 (Nähe Grenzhaus) | | ein Bild hochladen |
| 09130434 Wikidata | Dorfstraße (Lage) | Kirche                                                                    | Die Kirche wurde im Jahre 1756 erbaut. Im Inneren befindet sich eine Kanzel aus der Zeit Anfang des 18. Jahrhunderts, diese stammt aus der Marienkirche zu Stettin. | weitere Bilder     |

### Gartz (Oder)
| ID-Nr.                           | Lage                                       | Bezeichnung | Beschreibung | Bild |
| -------------------------------- | ------------------------------------------ | --- | --- | --- |
| 09130441                         | (Lage)                                     | Stadtbefestigung mit Torturm „Stettiner Tor“, Mauerturm „Storchenturm“, Stadtmauer mit Unterbau des Mauerturms „Blauer Hut“, Mauerturm „Zingel“, Reste von Wiekhäusern | | weitere Bilder                                                                                                   |
| 09131363                         | Alter Sportplatz, Tantower Weg (Lage)      | Tabakscheune | | BW |
| 09132086                         | Am Bahnhof ()                              | Splitterschutzzelle, sog. Einmannbunker | | ein Bild hochladen                                                                                               |
| 09130005                         | Am Wasser 15 (Lage)                        | Oderspeicher | | Oderspeicher |
| 09130235                         | Am Wasser 49 (Lage)                        | Wirtschaftsgebäude (gehört historisch zu Große Mönchenstraße 320) | | Wirtschaftsgebäude (gehört historisch zu Große Mönchenstraße 320)                                                |
| 09130448                         | B 2 ()                                     | Viertelmeilensäulen, bei km 407,3 und km 414,2, Halbmeilensäule, bei km 416,7                                                                                          | | ein Bild hochladen                                                                                               |
| 09131167                         | Große Mönchenstraße 323 / Am Wasser (Lage) | Wohnhaus mit Hofanlage, bestehend aus östlichem Stallgebäude, westlichem Seitengebäude, Quergebäude und Speicher                                                       | | Wohnhaus mit Hofanlage, bestehend aus östlichem Stallgebäude, westlichem Seitengebäude, Quergebäude und Speicher |
| 09130446                         | Große Mönchenstraße 348 (Lage)             | Wohnhaus | | Wohnhaus |
| 09130913                         | Heinrichshofer Straße (Lage)               | Jüdischer Friedhof | | Jüdischer Friedhof                                                                                               |
| 09130445                         | Kastanienallee (Lage)                      | Sowjetischer Friedhof | | Sowjetischer Friedhof                                                                                            |
| 09130447                         | Kastanienallee 81 (Lage)                   | Wohnhaus | | Wohnhaus |
| 09130216                         | Klostergrund 380 (Lage)                    | Wohnhaus und Wirtschaftsgebäude | | Wohnhaus und Wirtschaftsgebäude                                                                                  |
| 09130444                         | Stettiner Straße (Lage)                    | Friedhof mit Grabdenkmalen J. E. D. Obenaus, A. D. E. Obenaus, C. F. W. Klix                                                                                           | | Friedhof mit Grabdenkmalen J. E. D. Obenaus, A. D. E. Obenaus, C. F. W. Klix                                     |
| 09130443                         | Stettiner Straße 1 (Lage)                  | Heilig-Geist-Kapelle („Spittel“) | Die ehemalige Heilig-Geist-Kapelle wurde um 1400 erbaut, im Jahre 1993 restauriert.                                                                            | weitere Bilder                                                                                                   |
| 09132140                         | Stettiner Straße 15 (Lage)                 | Amtsgericht mit Gefängnis und Hofbebauung | | BW |
| 09132242 Teilobjekt zu: 09132140 | Stettiner Straße 15 (Lage)                 | Remise | | BW |
| 09130442                         | Zingelstraße 49 (Lage)                     | Stadtkirche St. Stephan | Die evangelische Stadtkirche St. Stephan wurde im 13./14. Jahrhundert erbaut. Sie wurde im Zweiten Weltkrieg zerstört und danach nur zum Teil wiederaufgebaut. | weitere Bilder                                                                                                   |

### Geesow
| ID-Nr.   | Lage                    | Bezeichnung | Beschreibung | Bild |
| -------- | ----------------------- | --- | ------------ | --- |
| 09130449 | Breite Straße 22 (Lage) | Dorfkirche Geesow |              | weitere Bilder |
| 09130781 | Salveymühle 3 (Lage)    | Wassermühle, bestehend aus Mühlengebäude mit Durchfluss, Schneidemühle, Wohnhaus, Schmiede mit Altenteil, Müller- und Gesindehaus (Ruine), Weg- und Hofpflasterung, Mühlenstauteich mit Damm und Schützenwehr, Brücke über den Salveybach sowie Salveybach |              | Wassermühle, bestehend aus Mühlengebäude mit Durchfluss, Schneidemühle, Wohnhaus, Schmiede mit Altenteil, Müller- und Gesindehaus (Ruine), Weg- und Hofpflasterung, Mühlenstauteich mit Damm und Schützenwehr, Brücke über den Salveybach sowie Salveybach |

### Hohenreinkendorf
| ID-Nr.   | Lage                  | Bezeichnung                 | Beschreibung | Bild           |
| -------- | --------------------- | --------------------------- | --- | -------------- |
| 09130513 | Hauptstraße (Lage)    | Schmiede                    | | Schmiede       |
| 09130512 | Hauptstraße 27 (Lage) | Dorfkirche Hohenreinkendorf | Die evangelische Kirche wurde in der Mitte des 13. Jahrhunderts erbaut. Es ist ein Saalbau aus Feldsteinen mit einem eingezogenen Rechteckchor. Der Westturm wurde nach einem Brand im Jahre 1896 erneuert und um einen Spitzhelm erweitert. Im Inneren, das wurde 1968 renoviert, befindet sich ein Altaraufsatz aus dem ersten Viertel des 17. Jahrhunderts. | weitere Bilder |

## Ehemalige Baudenkmale
| ID-Nr. | Lage                                                    | Bezeichnung               | Beschreibung | Bild |
| ------ | ------------------------------------------------------- | ------------------------- | ------------ | --- |
|        | Gartz (Oder) Große Mönchenstraße 318 (Lage)             | Wohnhaus                  |              | [[Vorlage:Bilderwunsch/code!/C:53.206963,14.390885!/D:Gartz (Oder) Große Mönchenstraße 318, Wohnhaus!/\|BW]] |
|        | Gartz (Oder) Brückenstraße 306, Oderbollwerk 303 (Lage) | Wohnhaus mit Seitenflügel |              | Wohnhaus mit Seitenflügel                                                                                    |